# Jidu Auto
Jidu Auto est une coentreprise entre le constructeur automobile chinois Geely et Baidu. Jidu Auto a été fondée en mars 2021 en tant qu'entreprise de véhicules électriques intelligents principalement axée sur le développement de véhicules électriques et a l'intention de lancer une gamme complète de véhicules électriques dans différents segments à partir de 2022.

## Historique
Initialement fondée en mars 2021 avec un investissement de 300 millions de dollars, Jidu Auto a finalisé un financement de série A de 400 millions de dollars en janvier 2022 auprès de Baidu et Geely,,.
Le 7 décembre 2022, Jidu Auto a changé sa dénomination sociale pour Shanghai Mihang Automobile Co., Ltd.
Le 15 février 2023, Jidu Auto a annoncé que l'entreprise utiliserait Ernie bot Intelligence artificielle auto-développée par Baidu dans ses voitures de production en tant que première entreprise à offrir une expérience interactive avec l'intelligence artificielle dans véhicules de production,.

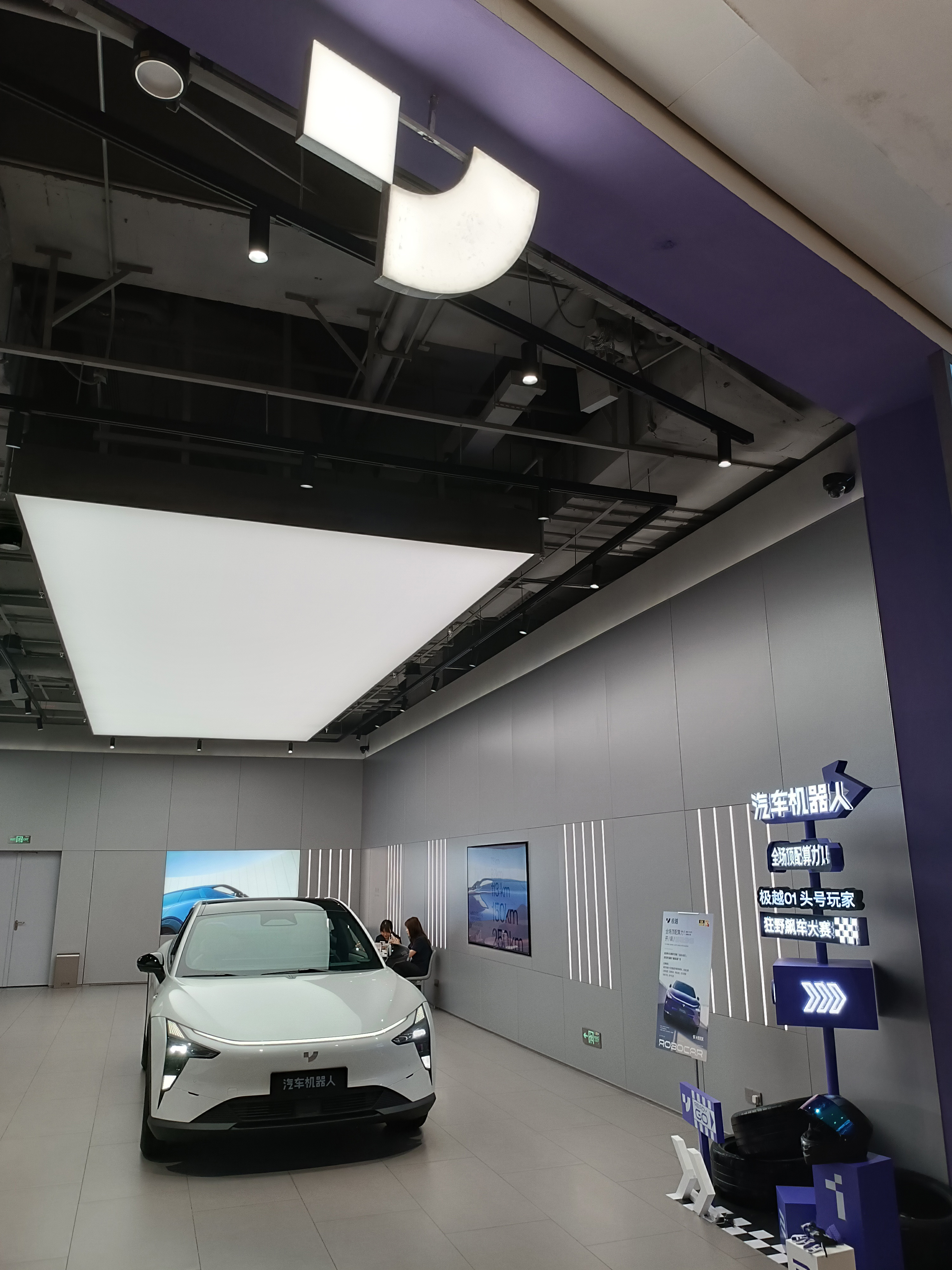
Salle d'exposition Jidu Auto à Shenzhen, Chine

## Relation avec la marque Ji Yue
La marque Ji Yue' (极越) a été créée en août 2023, une deuxième société entre Geely et Baidu pour reconstruire le partenariat entre les deux sociétés,. La marque Ji Yue est détenue à 65 % par Geely et à 35 % par Baidu, ce qui fait de la marque Ji Yue une filiale du groupe Geely plutôt qu'une coentreprise comme Jidu. En raison de la politique du gouvernement chinois, Baidu, en tant que société contrôlante de Jidu, ne peut pas obtenir la qualification nécessaire pour fabriquer des voitures. Le but de la création de Ji Yue était de faire de Geely la société de contrôle pour résoudre les restrictions de qualification de constructeur automobile. Jidu Auto deviendra une entreprise de solutions technologiques pour développer la technologie de conduite IA et ne sera pas une marque automobile indépendante.
Avec la nouvelle marque Ji Yue, le précédent Jidu ROBO-01 a été renommé Ji Yue 01. La marque Ji Yue a hérité du logo de la marque créé par Jidu Auto,.

## Véhicules
Les véhicules Jidu Auto seront fabriqués dans la Baie de Hangzhou à Ningbo, où se trouvent le siège social de Geely et plusieurs usines Geely.
- Jidu ROBO-01 – multisegment intermédiaire entièrement électrique.
- Jidu ROBO-02 – berline intermédiaire entièrement électrique.

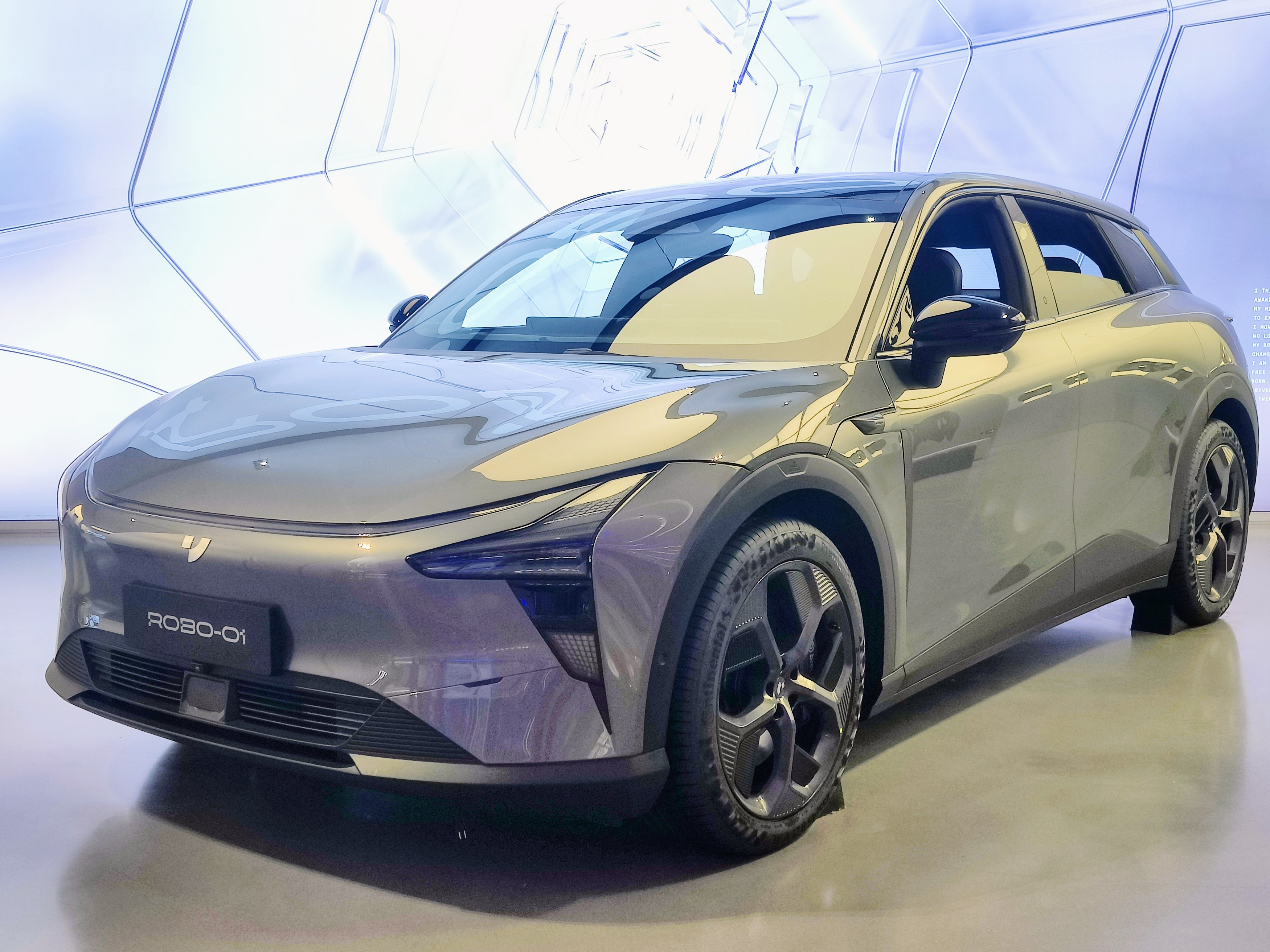
Jidu ROBO-01
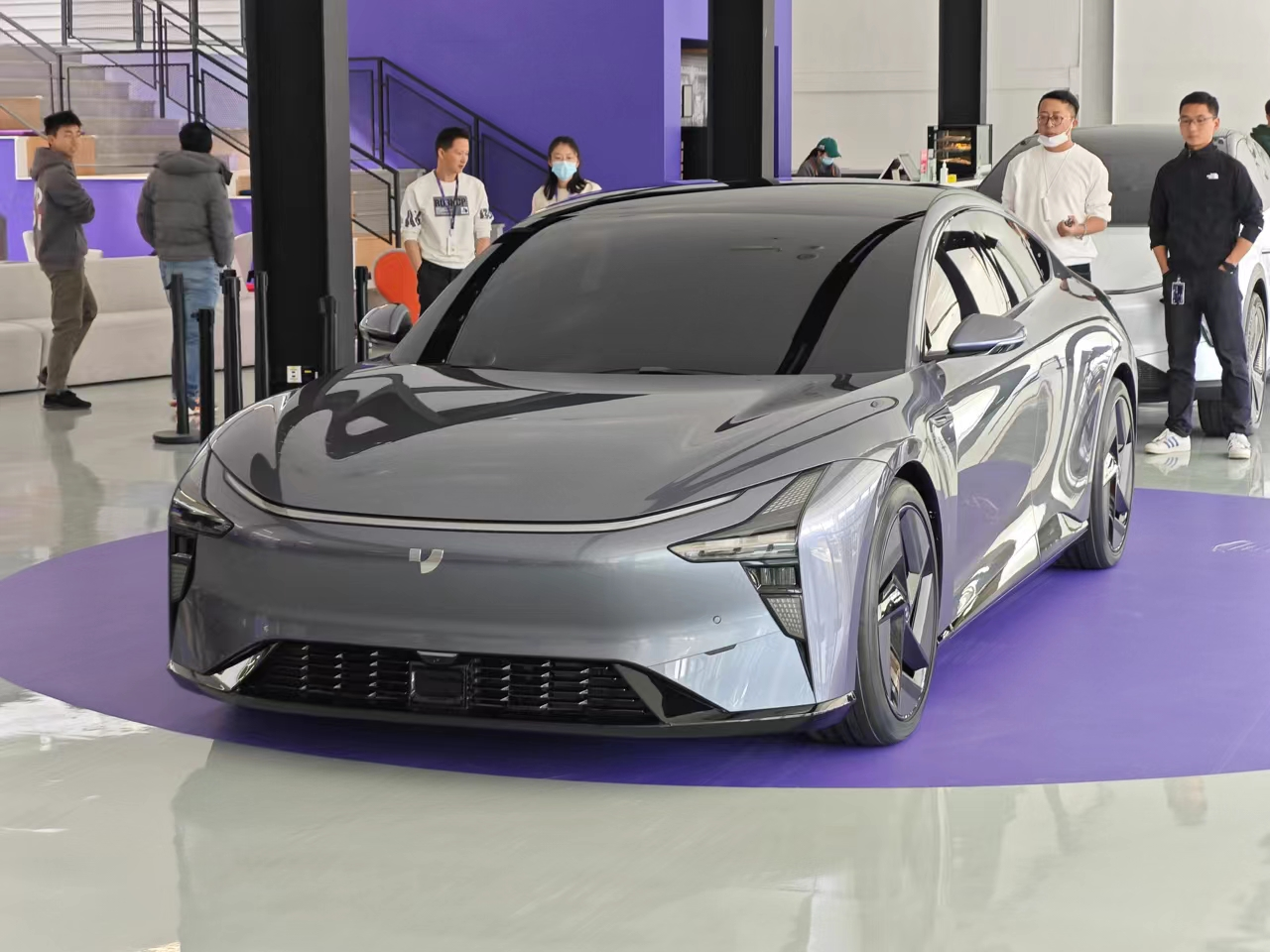
Jidu ROBO-02

## Concept
- Jidu Robo-01 Concept (2022)
- Jidu Robo-02 Concept (2022)